# تنغ كورة العليا (زلاغي الشرقي)
تنغ کورة العلیا (بالفارسية: تنگ‌کوره علیا) هي قرية تقع في إيران في قسم زلاغي الشرقي الریفي. يقدر عدد سكانها بـ 64 نسمة .